# Фланнері О'Коннор
Фла́ннері О'Ко́ннор (англ. Mary Flannery O'Connor) — американська письменниця. Належала, як і Вільям Фолкнер, до літературного напрямку «південної готики».

## Життєпис
Народилася 25 березня 1925 року.

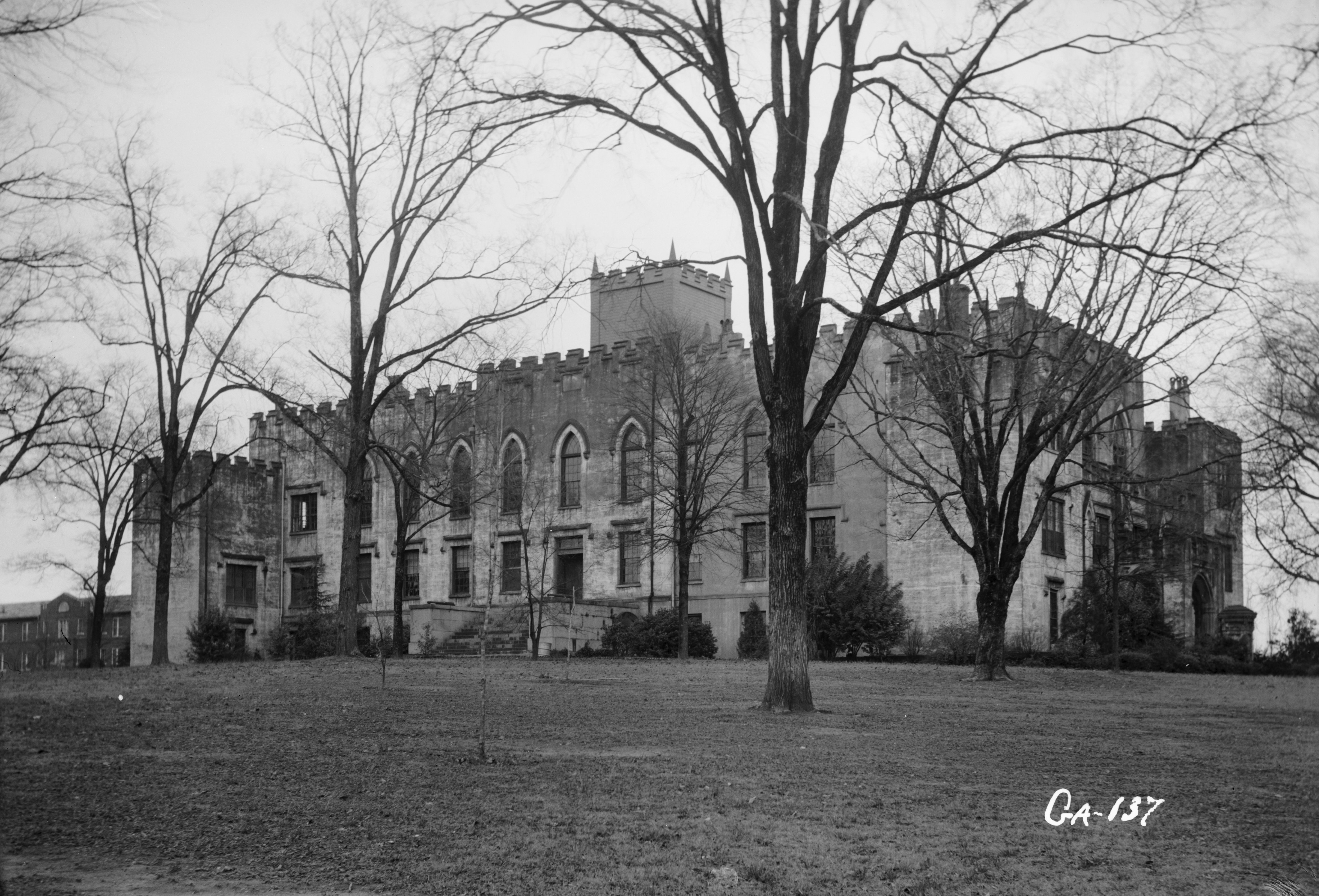
Мілледжвіль, старий капітолій штату Джорджія

Була єдиною дитиною в сім'ї. Батько помер від вовчанки коли доньці було 16 років. Її виховувала мати, в них були складні стосунки. Згодом, коли зайнялась письменницькою діяльністю, Фланнері зробила свою матір персонажем низки оповідань і новел, практично в кожному з цих творів вона помирала («Все, що підіймається увись, повинно зійтися воєдино», «Домашній затишок»). Вона закінчила жіночий коледж штату Джорджія (нині університет штату). Спеціалізацією О'Коннор була англійська мова і соціологія. В 1946 році опублікувала перше оповідання «Герань» (пізніше переробила її в новелу «Судний день» — де була збережена основа сюжету, але змінені імена, деталі і деякі персонажі.

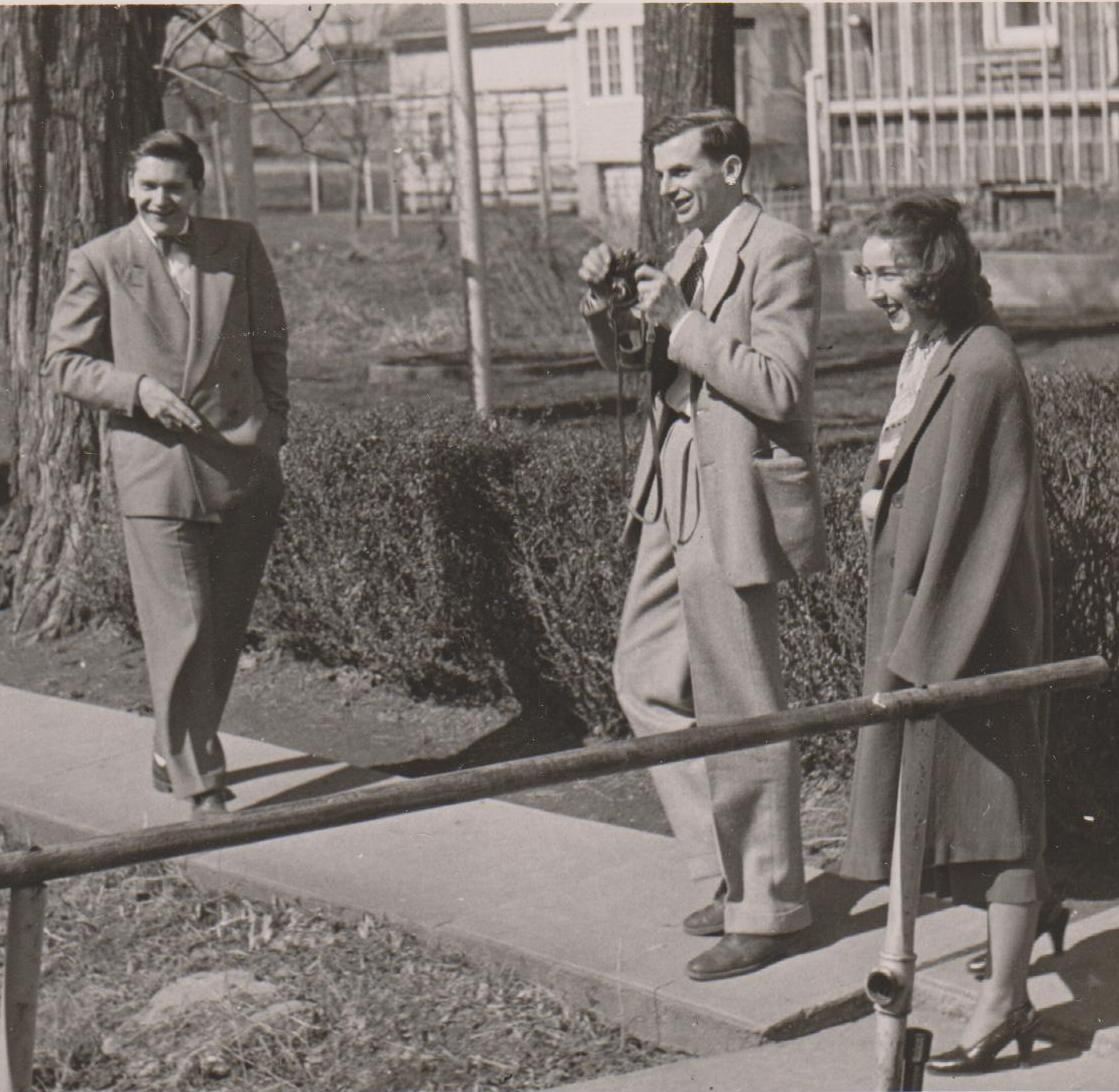
Фланнері О'Коннор з Артуром Кастлером (зліва) і Робі Маколейем біля Університету Айови в 1947. Фото Камерон Маколей.

В 1949 році письменниця познайомилась і подружилась з подружжям Фітцджеральдів — Робертом і Саллі. Роберт був видатним перекладачем давньогрецької літератури. Подружжя запросило Фланнері жити в їх будинку, вона погодилась і жила у них з 1949 по 1951 рік. У 1951 році у неї діагностують спадкову вовчанку. О'Коннор вирішує повернутись в Мілледжвілль, на ферму, до своєї матері, щоб дожити свої останні роки там. На фермі письменниця вирощувала птахів, особливо їй подобались павичі, яких вона часто зображала в творах («Переміщена особа»).
Померла 1964 року, коли їй було 39.

## Творчість
Письменниця успадкувала американську романтичну традицію, що була притаманна Едгару По, Герману Мелвіллу, Натаніелю Гортону. Крім того, високо цінувала творчість Миколи Гоголя, яка теж мала на неї вплив. За життя письменниці були опубліковані два її романи — «Мудра кров» (Wise Blood, 1952) та «Царство Небесне силою береться» (The Violent Bear It Away, 1960), а також збірка оповідань «Добру людину знайти нелегко» (A Good Man Is Hard to Find and Other Stories, 1955). Остання збірка оповідань «Все, що підіймається увись, повинно зійтися воєдино» (Everything That Rises Must Converge, 1965) вийшла посмертно. Ще 7 оповідань не ввійшли в збірки, а саме «Свято в Патриджі», «Чого то племена бунтують», «В лісі», «Дика кішка», «Врожай», «Геранія», «Перукар».

## Творчість О'Коннор в кінематорафії
За мотивами її оповідань («Кульгаві увійдуть перші», «Добру людину знайти нелегко») на Одеській кіностудії створено фільм «Кульгаві увійдуть перші» (1992, авт. сцен, і реж. М.Кац).